# Cladells
Cladells és una entitat de població del municipi de Santa Coloma de Farners (Selva), Segons l'Idescat, el 2023 tenia 27 habitants i és situat a 446 m d'altitud.
Es tracta d'un ens local històric (vegueria de Girona fins al Decret de Nova Planta, corregiment de Girona a partir de 1715) que va tenir ajuntament propi a principis del Segle XIX, un cop abolit l'antic Règim Senyorial. L'any 1972, però, va ser incorporat al municipi de Santa Coloma de Farners.
Al nucli d'aquesta entitat de població hi ha l'església de Sant Miquel de Cladells, romànica. Al seu terme hi ha també l'església del convent franciscà de Sant Salvi de Cladells.